# Кицани (Арђеш)
Кицани (рум. Chițani) насеље је у Румунији у округу Арђеш у општини Ведеа. Oпштина се налази на надморској висини од 275 m.

## Становништво
Према подацима из 2002. године у насељу је живело 327 становника, од којих су сви румунске националности.